# André-Jean Festugière
André-Jean Festugière (Parigi, 15 marzo 1898 – Saint-Dizier, 13 agosto 1982) è stato un religioso, filologo classico e storico delle religioni francese, specialista del neoplatonismo, in particolare di Proclo. Si deve a lui la traduzione e l'edizione critica degli scritti attribuiti ad Ermete Trismegisto.

## Biografia
André-Jean Festugière (nome laico: Jean-Paul-Philippe) studiò al Collège Stanislas, al Liceo Condorcet e poi al Lycée Louis-le-Grand. Entrò poi nel 1918 all'École Normale Supérieure dove ottenne l'abilitazione all'insegnamento due anni più tardi. Studiò quindi alla École française di Roma (1920-21) e alla École française di Atene (1921-22). In seguito alla visita all'abbazia benedettina di Maresdous in Belgio, entrò nell'Ordine dei domenicani nel 1923 e venne ordinato sacerdote nel 1930. "La ragione è semplice, mi sono sentito amato", scrisse nel 1980. André-Marie era il suo nome da religioso, Jean il suo nome originario. Fu direttore degli studi all'École pratique des hautes études dal 1942 al 1968 e divenne membro dell'Académie des inscriptions et belles-lettres nel 1958.

## Notizie e articoli su padre Festugière
- Un necrologio fu scritto da Pierre Hadot sull''Annuaire de l'École pratique des Hautes études. Ve section, tomo 92 (1983-1984), p. 31-35.
- Biografia di Fra' André-Jean Festugière, scritta da Fra' Henri Dominique Saffrey sul sito della provincia francese dei Domenicani, collezione « Mémoire des Frères », 2009 [2]
- Revue des sciences philosophiques et théologiques – Luglio-settembre 2008 : Le Père André-Jean Festugière : une histoire littéraire et doctrinale du besoin d'être avec Dieu dans le monde romain, H.D. Saffrey.
- Cahiers du Saulchoir N°8, André-Jean Festugière : Hellénisme et Christianisme (2001)
- Académie des inscriptions et belles-lettres, su persee.fr.

Allocuzione all'Académie des inscriptions et belles-lettres in occasione della morte di Padre André-Jean Festugière

## Opere
Padre Saffrey nel Mémorial A.-J. Festugière ha censito 73 libri, 182 articoli e 94 rapporti importanti.

### Edizioni e traduzioni
- Trois dévôts païens. Firmicus Maternus, Porphyre, Sallustius, tradotti  dal greco antico e presentati da André-Jean Festugière, Éditions du Vieux Colombier, 1944.
- Ippocrate, L'ancienne médicine. Paris, Klincksieck, 1948. (Studi e Commenti, 4).
- Sette volumi della Historia monachorum in Aegypto (Costantinopoli, Palestina, Egitto) pubblicati dal 1961 al 1965 dalle Éditions du Cerf.
- Vie de Théodore de Sykéôn: établi par André-Jean Festugière, Société des Bollandistes, Bruxelles, 1970.
- Erasmo da Rotterdam, Enchiridion militis christianis ; trad. André-Jean Festugière. Paris ; J. Vrin, 1971. (Bibliothèque des textes philosophiques).
- I tre « protrettici » di Platone : Eutidemo, Fedone, Epinomi, trad. André-Jean Festugière. Paris ; J. Vrin, 1973.
- Artemidoro di Efeso, La clef des songes ; trad. e note di André-Jean Festugière. J. Vrin, Paris, 1975. (Bibliothèque des textes philosophiques), ripubblicato nel 2005.
- Leonzio di Napoli, Vita di Simeone il Folle et Vita di Giovanni di Cipro, éd. A.J. Festugière, L. Ryden, Paris, Librairie orientaliste Paul Geuthner, 1974.
- Deux prédicateurs de l'Antiquité : Telete e Musonio, trad. André-Jean Festugière, J. Vrin, Paris, 1978.
- Actes des conciles d'Éphèse et de Chalcédoine, trad. André-Jean Festugière, coll. Théologie Historique, Beauchesne, Paris, 1982.
- Le corpus athénien de saint Pachôme edito da P. François Halkin  con una traduzione francese di P. André-Jean Festugière, Cramer, Genève, 1982.
- Sozomeno, Histoire ecclésiastique ; trad. André-Jean Festugière, coll. Sources Chrétiennes, Éditions du Cerf, 1983.
- Elio Aristide. Discours sacrés. Rêve, religion, médecine au IIe siècle après J.C. Introduzione et traduzione di André-Jean Festugière, Note a cura di  H.-D. Saffrey et prefazione di Jacques Le Goff, Éditions Macula, Paris, 1986.
- Traduzione del Vangelo secondo S.Marco, 1992.

#### Ermete Trismegisto
- Ermete Trismegisto, Corpus hermeticum. Tomo 1, Pimander. Trattati II-XII ; ed. Arthur D. Nock e André-Jean Festugière, tr. André-Jean Festugière, 2e éd. Paris : les Belles Lettres, 1946. (Collection des Universités de France).
- Ermete Trismegisto, Corpus hermeticum. Tomo 2, Trattati XIII-XVIII. Asclepio ; ed. Arthur D. Nock e André-Jean Festugière, tr. André-Jean Festugière. Paris, Les Belles Lettres, 1946.  (Collection des Universités de France).
- Ermete Trismegisto, Corpus hermeticum. Tomo 3, Frammenti estratti da Giovanni Stobeo I-XXII ; ed. e tr. André-Jean Festugière. Paris : les Belles Lettres, 1954. (Collection des Universités de France).
- Ermete Trismegisto, Corpus hermeticum. Tomo 4, Frammenti estratti da Giovanni Stobeo XXIII-XXIX. Frammenti diversi ; ed. e tr. André-Jean Festugière. Paris : les Belles Lettres, 1954. (Collection des Universités de France).

#### Proclo
- Commentaires sur le Timée. Tomo 1, Libro I ; tr. André-Jean Festugière. Paris : J. Vrin-CNRS, 1966. (Bibliothèque des textes philosophiques).
- Commentaires sur le Timée. Tomo 2, Libro II ; tr. André-Jean Festugière. Paris : J. Vrin-CNRS, 1967. (Bibliothèque des textes philosophiques).
- Commentaires sur le Timée. Tomo 3, Libro III ; tr. André-Jean Festugière. Paris : J. Vrin-CNRS, 1967. (Bibliothèque des textes philosophiques).
- Commentaires sur le Timée. Tomo 4, Libro IV ; tr. André-Jean Festugière. Paris : J. Vrin-CNRS, 1968. (Bibliothèque des textes philosophiques).
- Commentaires sur le Timée. Tomo 5, Libro V ; tr. André-Jean Festugière. Paris : J. Vrin-CNRS, 1969. (Bibliothèque des textes philosophiques).
- Commentaires sur la République. Tomo 1, Libri 1-3  ; tr. André-Jean Festugière. Paris : J. Vrin-CNRS, 1970. (Bibliothèque des textes philosophiques).
- Commentaires sur la République. Tomo 2, Libri 4-9 ; tr. André-Jean Festugière. Paris : J. Vrin-CNRS, 1970. (Bibliothèque des textes philosophiques).
- Commentaires sur la République. Tomo 3, Libri 10 ; tr. André-Jean Festugière. Paris : J. Vrin-CNRS, 1970. (Bibliothèque des textes philosophiques).

### Opere originali
- Carnet de fouilles Délos (1922), Archives EFA.
- Le Sanctuaire de Silvain (1922), Archives EFA.
- L'idéal religieux des Grecs et l'Évangile, 1932.
- La sua tesi di dottorato, sotto la direzione di Léon Robin, Contemplation et Vie contemplative selon Platon, 1933. (Vrin, 1936)
- Socrate, Flammarion, 1934. (trad.it Socrate, intr. e tr. di Giuseppe Bronzini, Brescia, Morcelliana, 1936)
- Le monde gréco-romain au temps de Notre Seigneur, di A.-J. Festugière e Pierre Fabre, coll. Bibliothèque catholique des sciences religieuses, Bloud et Gay, Paris, 1935. (trad.it Il mondo greco-romano al tempo di Gesù Cristo tr. di Mario Schiro , Torino, Sei, 1955)
- Contemplation et vie contemplative selon Platon. Paris, J. Vrin, 1936 ; ripubblicato 1975. (Bibliothèque de philosophie).
- L'Enfant d'Agrigente, coll. Antiquariat, Éditions du Cerf, 1941 (trad.it. Il ragazzo d'Agrigento tr. di Pier Angelo Carozzi, Cesena, Medusa, 2001)
- La sainteté, 1942.
- La Révélation d'Hermès Trismégiste, Paris, Les Belles Lettres, 1944-1954 (4 volumi) : vol. I : L'astrologie et les sciences occultes, 441 p. ; vol. II : Le dieu cosmique, 610 p. ; vol. III :  Les doctrines de l'âme, 314 p. ; vol. IV : Le dieu inconnu, 319 p. Ristampato in 1 vol., Paris, Les Belles Lettres, 2006, 1700 p.
- Épicure et ses dieux. Paris, PUF, 1946 (trad.it. Epicuro e i suoi dei, tr. di Pia Sartori Treves, Brescia, Morcelliana, 1952)
- Liberté et civilisation chez les grecs, Éditions de la Revue des jeunes, Paris, 1947.
- Personal religion among the Greeks. Berkeley, Sather Lectures 26, University of California Press, 1954.
- Antioche païenne et chrétienne. Libanius, Chrysostome et les moines de Syrie, Bibliothèque des Écoles françaises d'Athènes et de Rome, fasc. 184, de Boccard, Paris, 1959.
- Hermétisme et mystique païenne, Paris, Aubier Montaigne, 1967. (trad.it. "Ermetismo e mistica pagana", Genova, Il Melangolo, 1991)
- Le Collections grecques de miracles, pubblicate da Picard nel 1971.
- George Herbert, poète, saint anglican, 1971.
- Études de philosophie grecque. Paris, J. Vrin, 1971. (Bibliothèque d'histoire de la philosophie).
- Études de religion grecque et hellénistique. Paris, J. Vrin, 1972. (Bibliothèque d'histoire de la philosophie).
- Observations stylistiques sur l'Évangile de S. Jean, Klincksieck, Paris, 1974.
- Études d'histoire et de philologie. Paris, J. Vrin, 1975. (Bibliothèque d'histoire de la philosophie).
- La Vie spirituelle en Grèce à l'époque hellénistique ou les besoins de l'esprit dans un monde raffiné, A. et J. Picard, Paris, 1977.
- La philosophie de l'amour de Marsile Ficin et son influence sur la littérature française au XVIe siècle. Paris, J. Vrin, 1980. (Études de philosophie médiévale  31).
- Dix textes inédits tirés du Ménologe impérial de Koutloumous : edizione principale e traduzione francese di François Halkin e André-Jean Festugière, Cahiers d'orientalisme, Cramer, Genève, 1984.